# Hungertarmen
Hungertarmen, også kaldet jejunum på latin, er den del af tyndtarmen, der kommer efter tolvfingertarmen og før krumtarmen. Hungertarmen er den midterste del af tyndtarmen og er 2,5 meter lang. Hungertarmen spiller stor rolle i fordøjelsen og fordøjelse af næringsstoffer. Hungertarmen er den del i tyndtarmen der optager mest af næringsstofferne i blodet. 
| Anatomi | Spire Denne artikel om anatomi er en spire som bør udbygges. Du er velkommen til at hjælpe Wikipedia ved at udvide den. |